# Refrigerador
Un refrigerador,

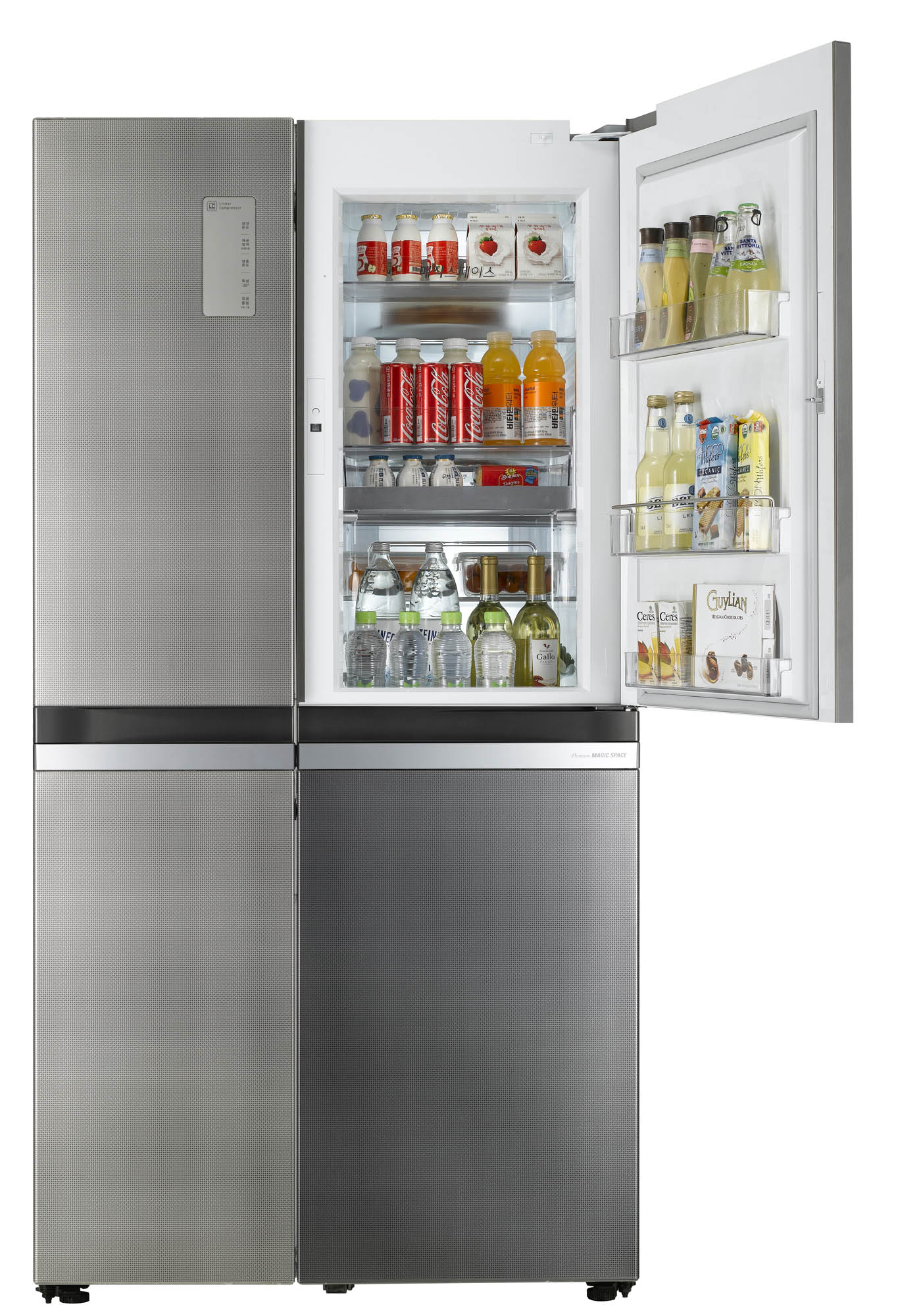
Refrigerador.

una refrigeradora, un frigorífico, una nevera,
una heladera
o un frigider son diferentes denominaciones para un dispositivo electrónico que extrae calor de su interior (lo que genera enfriamiento en el mismo) y se emplea principalmente en cocinas y en laboratorios para conservar alimentos u otras sustancias. Consiste en un armario aislado térmicamente, con un compartimento principal en el que se mantiene una temperatura de entre 2 y 6 °C y también, frecuentemente, un cubículo extra utilizado para congelación el cual puede tener una temperatura entre los −15 y los −22 °C .
La extracción de calor —que genera frío— se produce mediante un sistema de refrigeración por compresión, alimentado por corriente eléctrica y, a veces, por un sistema de absorción usando como combustible queroseno o gas butano.
Es uno de los electrodomésticos más comunes en el mundo.[cita requerida]
Se conoce como refrigeración al enfriamiento de un cuerpo por transferencia de calor. Algunas aplicaciones típicas son la conservación, en particular de alimentos, y también el enfriamiento de bebidas para hacer su consumo más agradable.

## Nomenclatura
En tiempos pasados, en España,[cita requerida] la «nevera» (‘donde se guarda la nieve’) era un armarito, a menudo de madera, aislada con corcho, en el que se ponía hielo procedente de pozos de nieve, antes de la invención de los sistemas de refrigeración mecánica; cuando se inventaron estos, y no había llegado el refrigerador eléctrico a las casas, se ponía hielo procedente de fábricas de hielo. Aunque en la actualidad ya no se usa nieve, como la función de los antiguos y de los modernos es la misma, se sigue empleando el término.
El nombre «heladera» (‘que hiela’) proviene de cuando se utilizaba hielo (análogamente a cuando se llamaba nevera).[cita requerida]
En Argentina, la máquina de fabricar helados, se llama «heladora» o «máquina de hacer helado» o «máquina para fabricar helado».
En España,[cita requerida] «refrigeradora» (y en menor medida «refrigerador») se emplea para las máquinas grandes de producción de frío para la refrigeración ambiental (climatización).
En ciertas regiones hispanohablantes, el vocablo «frigorífico» (‘que enfría’) denomina a los establecimientos dedicados al procesamiento de determinados alimentos (por ejemplo frigoríficos de carnes o de frutas).
En cualquier caso, todos los términos mencionados a continuación son correctos y solamente difieren en la preferencia de uso de cada región.

### Uso en distintos países hispanohablantes
| Nombre                | País |
| --------------------- | --- |
| Frigidaire (frigider) | Perú, Argentina (en desuso), occidente de Bolivia, Cuba y Chile (en desuso). En Bolivia y Perú (en el sur) también se suele denominar «frisider» o «frishider». |
| Frigorífico           | España. Se abrevia comúnmente «frigo». Se encuentra en competencia con «nevera», siendo algo menos común que esta. En Venezuela el término «frigorífico» se usa como nombre comercial para denominar las carnicerías. En algunos países de Hispanoamérica el término es para referirse a los camiones frigoríficos o refrigerados. |
| Frío                  | Cuba (también «frigidaire» y «refrigerador») |
| Heladera              | Paraguay, Argentina, Uruguay, sur y oriente de Bolivia. En Paraguay al compartimento superior, donde se hace hielo, se le llama «congelador»; en Uruguay y Argentina,[cita requerida] se llama freezer ([fríser]); en el sur de Bolivia, se le llama de ambas formas. |
| Nevera                | Venezuela, Colombia, Panamá, República Dominicana, Puerto Rico y España. En España la denominación «nevera» se halla en competencia con «frigorífico». Al compartimento superior o de congelados, se llama «congelador» En República Dominicana al compartimento superior se le llama freezer. En Venezuela al compartimento superior se llama «congelador» o «freezer» ([fríser]). La caja portátil donde se coloca hielo para conservar el frío de los alimentos se le conoce como «cava». En Chile, actualmente se le dice «nevera» a una caja portátil hermética a la que se le agrega hielo para conservar los alimentos en un pícnic. |
| Refrigerador          | México, Cuba, Chile, Ecuador, Venezuela (no habitual), Filipinas, el occidente y oriente de Bolivia. En Chile se abrevia a «refri». El compartimento superior, donde se hace hielo, se llama «congelador» o «freezer» ([fríser]). En México también se abrevia a «refri» y al compartimento superior se le llama «congelador». En Cuba, al compartimento superior se le llama «congelador» o «freezer» ([fríser]). Frigorífico se le dice a una cámara de refrigeración, de uso industrial. |
| Refrigeradora         | Costa Rica, Nicaragua, El Salvador (se puede abreviar «refri»), Ecuador, Filipinas, Honduras y Perú. |

## Funcionamiento

Ejemplo de etiquetado energético de la UE para un refrigerador.

La función de una máquina de refrigeración es tomar el calor del interior del frigorífico y expulsarla al exterior, empleando una fuente de energía externa para mantener el proceso. Un refrigerador es una bomba de calor, impulsada generalmente por un motor eléctrico. Es asimismo posible emplear sales eutécticas o absorción.
Para que la eficiencia sea mayor, la diferencia de temperatura entre el condensador, (que contiene el calor absorbido por el refrigerante en el evaporador) y el aire ambiente debe ser máxima, ya que es en este lugar donde el calor sale del aparato. Por este motivo son más eficientes en invierno que en verano y en cualquier época, su consumo es menor si se sitúa en un lugar fresco. Asimismo debe procurarse que el intercambiador de calor externo (mejor que condensador, porque puede confundirse con el homónimo dispositivo de los circuitos eléctricos), que suele estar en la parte trasera del aparato, tenga una buena ventilación.
También son más eficientes y, por lo tanto consumen menos, los aparatos que disponen de dos compresores, uno para cada compartimento (refrigeración y congelación). Efectivamente, si se está abriendo constantemente la puerta del frigorífico (mientras se prepara la comida), se pondrá en marcha solamente uno de los dos compresores, sin añadir frío, que no haría falta, al compartimento congelador.
Conforme avanza la técnica de fabricar refrigeradores cada vez son menos consumidores de energía; ayudan a ello el aumento de la capacidad aislante térmica de los materiales de la caja, así como el uso de técnicas especiales (como aprovechar el agua extraída en los refrigeradores sin escarcha --no frost-- para refrigerar por evaporación el condensador trasero del aparato, mejor que la simple ventilación).

Funcionamiento básico de un refrigrador.

## Historia

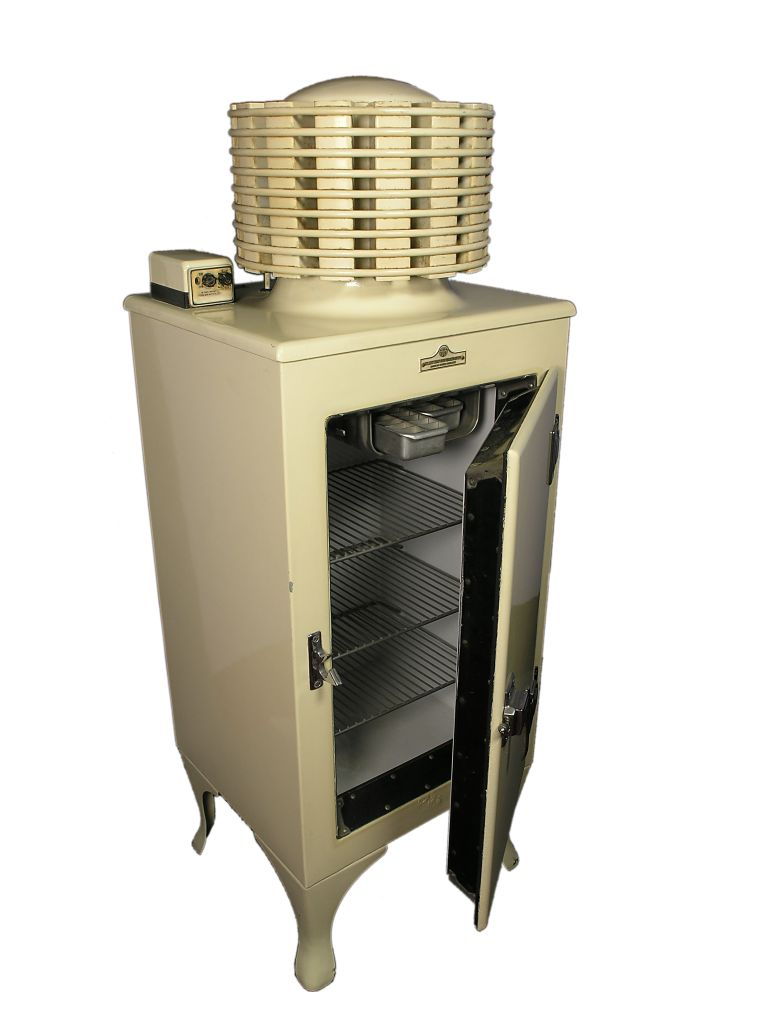
Un antiguo refrigerador eléctrico fabricado en Rugby (Reino Unido), con un intercambiador de calor cilíndrico en la parte superior. Colección del Thinktank, Birmingham Science Museum.

Su historia se inició en 1784 cuando William Cullen desarrolló el primer experimento para obtener frío en un laboratorio, evaporó éter en un recipiente semivacío pero no profundizo mucho esta técnica porque lo suyo era la medicina. La patente fue registrada por Jacob Perkins en 1830, por lo que es considerado por muchos historiadores el «padre del frigorifico» aunque no tuviese el éxito comercial esperado. Perfeccionado por John Gorrie poco después. 
Uno de los pioneros del refrigerador fue Charles Tellier, que en 1867 inventó un dispositivo destinado a fabricar hielo. Entre 1868 y 1869 se centró en el análisis del frío industrial y sus aplicaciones. Pronto se dedicó a la fabricación de aparatos frigoríficos para la conservación de los alimentos. Introdujo el éter dimetílico y la trimetilamina en la industria, y en 1876 consiguió construir el primer frigorífico plenamente funcional.
Ese mismo año acondicionó un buque para transportar carne refrigerada. De esta manera se llevó a cabo el primer transporte a larga distancia entre Buenos Aires (Argentina) y la ciudad de Ruan (Francia), permitiendo que se pudiera consumir carne sudamericana en Europa, cosa que antes hubiera sido impensable. Con esto dio comienzo un intenso tráfico de carne entre América y Europa.
A pesar de la importancia de su invento, Tellier se mostró carente del espíritu empresarial necesario para explotarlo comercialmente. Recibió honores, sobre todo en Uruguay y Argentina (grandes beneficiarios del invento, que les permitía exportar carne a Europa), donde se abrieron colectas para intentar ayudar a Tellier. Con todo, falleció en París casi en la miseria. Además de su invento llegó una importante obra, titulada Historia de una invención moderna: el frigorífico (París, 1910).

## Estilos
A principios de la década de 1950, la mayoría de los refrigeradores eran blancos, pero desde mediados de la década de 1950 hasta la actualidad, los diseñadores y fabricantes han puesto color en los refrigeradores. A fines de la década de 1950 y principios de la de 1960, los colores pastel como el turquesa y el rosa se hicieron populares, y algunos modelos tenían disponible un cromado cepillado (similar a un acabado de acero inoxidable). A fines de la década de 1960 y durante la década de 1970, los colores tono tierra eran populares, incluidos dorado, verde y almendra. En la década de 1980, el negro se puso de moda. A fines de la década de 1990 el acero inoxidable se puso de moda. Desde 1961, el Color Marketing Group ha intentado coordinar los colores de los electrodomésticos y otros bienes de consumo.

## Congelador
Las unidades congeladoras (también fríser) se utilizan en los hogares y en la industria y el comercio. Los alimentos almacenados en o por debajo de −18 grados Celsius (−0,4 °F) es seguro indefinidamente. La mayoría de los congeladores domésticos mantienen temperaturas de −23 a −18 grados Celsius (−9,4 a −0,4 °F), aunque algunas unidades solo de congelador pueden lograr −34 grados Celsius (−29,2 °F) y más bajo. Los congeladores frigoríficos generalmente no alcanzan menos de −23 grados Celsius (−9,4 °F), ya que el mismo circuito de refrigerante sirve a ambos compartimentos: Bajar excesivamente la temperatura del compartimento del congelador provoca dificultades para mantener la temperatura por encima del punto de congelación en el compartimento del frigorífico. Los congeladores domésticos pueden incluirse como un compartimento separado en un refrigerador o pueden ser un electrodoméstico separado. Los congeladores domésticos pueden ser verticales, parecidos a un refrigerador, o «congeladores horizontales», más anchos que altos con la tapa o la puerta en la parte superior, sacrificando la comodidad por la eficiencia y la inmunidad parcial a los cortes de energía. Muchos congeladores verticales modernos vienen con un dispensador de hielo integrado en la puerta. Algunos modelos exclusivos incluyen pantallas y controles de termostato.
Los congeladores domésticos como compartimentos separados (más grandes de lo necesario solo para cubitos de hielo) o como unidades separadas se introdujeron en los Estados Unidos en 1940. Los alimentos congelados, que anteriormente eran un artículo de lujo, se convirtieron en algo común.
En 1955, salió a la venta el congelador doméstico, que era lo suficientemente frío como para permitir a los propietarios congelar alimentos frescos en lugar de comprar alimentos ya congelados con el proceso de Clarence Birdseye.

## Características

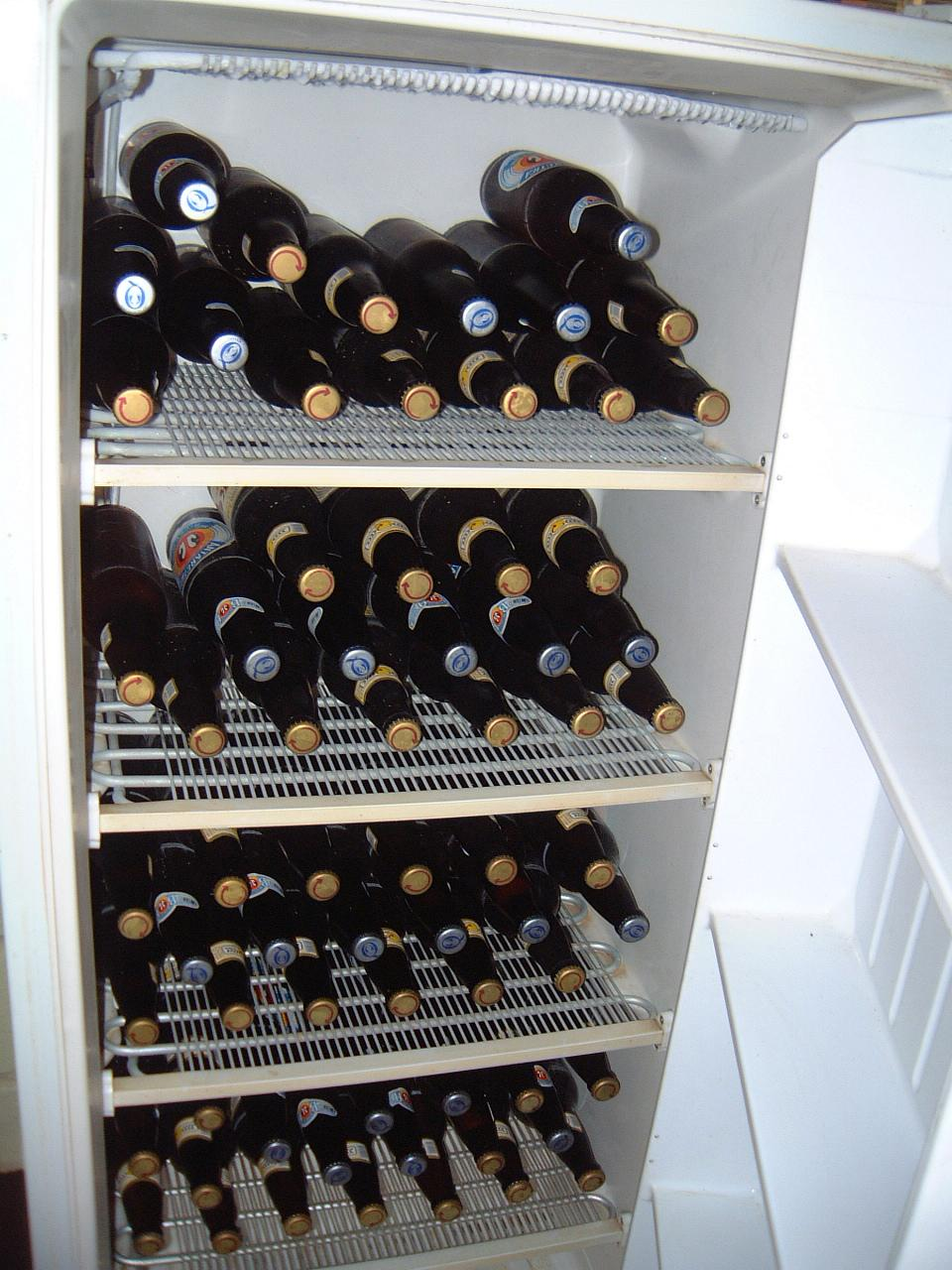
Frigorífico con la puerta abierta, lleno de botellas de cerveza.

Los frigoríficos domésticos pueden tener un solo compartimento, que puede ser de refrigeración (unos 4 °C) o de congelación (a -18 °C o menos), o bien los dos. Los frigoríficos con dos compartimentos fueron comercializados por primera vez por General Electric en 1939.
En Europa los refrigeradores se clasifican en cuatro tipos, que se indican con estrellas:
- **** −30 °C (congelador; congelación)
- *** −20 °C (congelador; conservación)
- ** 0 °C (frigorífico; carnes)
- * 4 °C (frigorífico)

La capacidad del refrigerador se acostumbra a medir en litros.
Las posibilidades de los refrigeradores más recientes se han ampliado notablemente; pueden tener:
- Una pantalla de cristal líquido que sugiere qué tipos de comida deberían almacenarse a qué temperaturas y la fecha de caducidad de los productos almacenados.
- Indicador de las condiciones del filtro que avisa cuando llega el momento de cambiarlo.
- Una advertencia de apagón, alertando al usuario sobre la ocurrencia del mismo, usualmente al parpadear la pantalla que muestra la temperatura. Puede mostrar la temperatura máxima alcanzada durante el apagón (al no haber refrigeración por falta de energía eléctrica), junto con información sobre si la comida congelada se descongeló o si hay posibilidad de que como resultado de la interrupción de la refrigeración pueda albergar bacterias dañinas.
- El refrigerador llega a estar compuesto por los siguientes minerales como el hierro, cobre, plástico, acero, aluminio entre otros.

## Fabricahielo

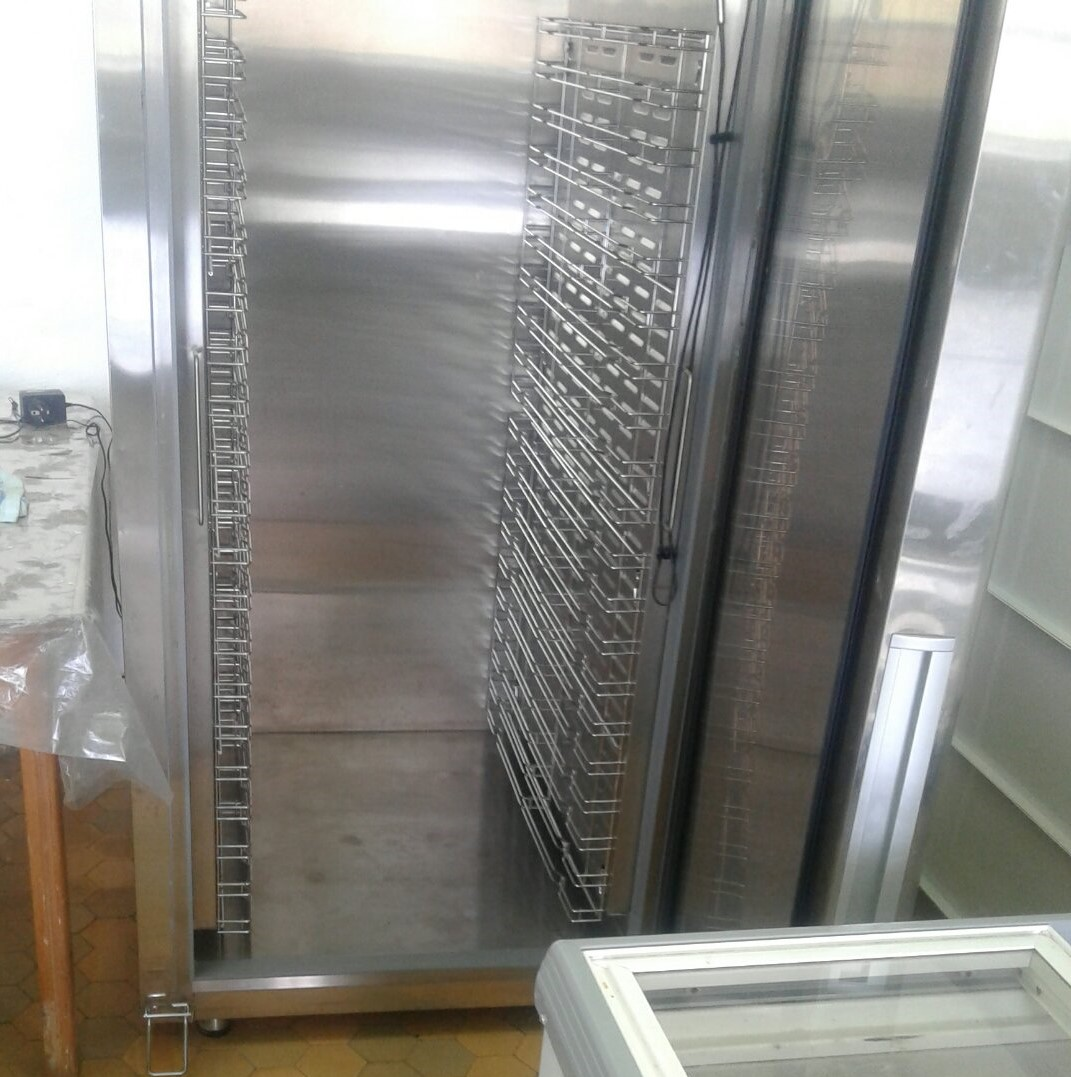
Refrigerador en una tienda rural

El «fabricahielo» es un dispositivo encontrado a menudo dentro de los congeladores y es empleado para producir hielo automáticamente.
Los fabricantes comerciales de cubitos de hielo mejoran la calidad del mismo mediante el uso de agua en movimiento. Básicamente la idea es que el agua se mueve muy rápidamente y a cambio se consigue un hielo de mejor calidad.
Los residuos gaseosos y sólidos como el aire y los sólidos no disueltos son eliminados por la limpieza automática del electrodoméstico, hasta tal punto que en las máquinas evaporadoras horizontales el agua contiene un 98% de los sólidos eliminados, lo cual no podría hacerse con el hielo puro, y eso sin tener en cuenta que además el hielo está más frío.
En las máquinas evaporadoras verticales el hielo es más suave, sobre todo si hay partículas en las celdas de los cubitos de hielo; no obstante, este tipo de hielo está menos frío que el hielo que se forma en las máquinas evaporadoras horizontales.

## Reciclado

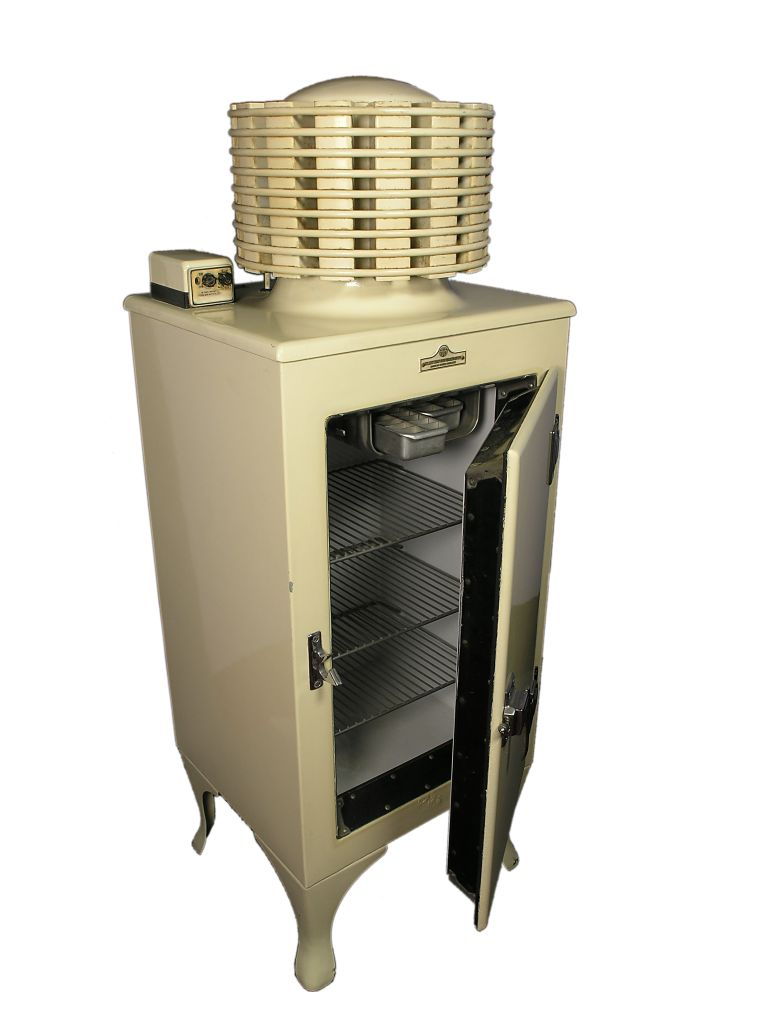
Un primitivo refrigerador, con un intercambiador de calor cilíndrico arriba. Ahora en la colección del Thinktank, Museo de Ciencias de Birmingham (Reino Unido).

El reciclaje de los refrigeradores viejos es un tema de preocupación desde el punto de vista ecológico: originalmente la atención se centró en el hecho de que el fluido refrigerante freón (empleado para la congelación) dañaba la capa de ozono de la atmósfera en caso de fuga, ya que está compuesto por clorofluorocarbonos (CFC), que dañan la capa de ozono cuando llegan a la alta atmósfera. La historia del uso industrial de los freones se extiende desde 1874 hasta enero de 1987, cuando el Protocolo de Montreal prohibió el uso de los CFC en refrigeradores.
Los frigoríficos modernos, en lugar de freón emplean un refrigerante llamado HFC-134a 1,2,2,2-tetrafluoroetano, que no descompone el ozono pero que es un gas de efecto invernadero regulado por el Protocolo de Kioto.
En cuanto al resto de los componentes, metales o plásticos, es natural reutizarlos para fabricar otros aparatos.
En México, durante el 2011 y por un tiempo limitado, el Gobierno federal ha creado el programa «Cambia tu viejo por uno nuevo». Este programa consiste en ofrecerle a las familias cambiar un refrigerador viejo por uno nuevo. Los frigoríficos viejos son reciclados para recuperar sus componentes como el gas refrigerante, cobre, vidrio, acero, entre otros, además de ahorrar energía, esto logrado a los sistemas presentes en todos los refrigeradores ofertados en el programa.